# Ictiocola
A Ictiocola é uma substância obtida da bexiga natatória dos peixes. É similar ao colágeno e tem como principal uso a participação no processo de clarificação do vinho e da cerveja. Também pode ser cozida dando origem a um tipo de cola.

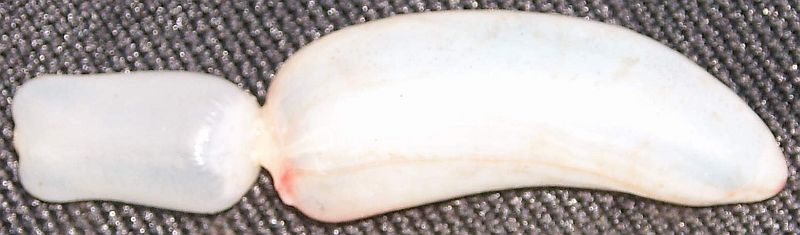
Bexiga Natatória de Scardinius erythrophthalmus

Era originalmente feita exclusivamente da bexiga natatória do esturjão até o ano de 1795 quando William Murdoch desenvolveu um substituto de menor custo, utilizando-se do bacalhau. Essa variante foi extensivamente utilizada no Reino Unido em substituição a Ictiocola de origem Russa. As bexigas natatórias, após removidas dos peixes, são processadas e desidratadas, ficando disponível para os mais diversos usos na indústria alimentar e de bebidas. 